# Geneva Open 2021 - Qualificazioni singolare
Le qualificazioni del singolare maschile del Geneva Open 2021 sono state un torneo di tennis preliminare per accedere alla fase finale della manifestazione. I vincitori dell'ultimo turno sono entrati di diritto nel tabellone principale. In caso di ritiro di uno o più giocatori aventi diritto a questi sono subentrati i lucky loser, ossia i giocatori che hanno perso nell'ultimo turno ma che avevano una classifica più alta rispetto agli altri partecipanti che avevano comunque perso nel turno finale.

## Teste di serie
1. Il'ja Ivaška (qualificato)
2. Marco Cecchinato (qualificato)
3. Michail Kukuškin (primo turno)
4. Pablo Cuevas (qualificato)

1. Mackenzie McDonald (ultimo turno)
2. Peter Gojowczyk (primo turno)
3. Cedrik-Marcel Stebe (primo turno)
4. Daniel Altmaier (ultimo turno, lucky loser)

## Qualificati
1. Il'ja Ivaška
2. Marco Cecchinato

1. Henri Laaksonen
2. Pablo Cuevas

### Lucky loser
1. Daniel Altmaier

## Tabellone

### Legenda
| - Q = Qualificato - WC = Wild card - LL = Lucky loser | - ALT = Alternate - SE = Special Exempt - PR = Protected Ranking | - w/o = Walkover - r = Ritirato - d = Squalificato |

### Sezione 1
|  | Primo turno | Primo turno          | Primo turno  | Primo turno | Primo turno |  |  | Ultimo turno | Ultimo turno       | Ultimo turno       | Ultimo turno | Ultimo turno |  |
|  |             |                      |              |             |             |  |  |              |                    |                    |              |              |  |
|  | 1           | Il'ja Ivaška         | Il'ja Ivaška | 6           | 6           |  |  |              |                    |                    |              |              |  |
|  | WC          | Li Hanwen            | Li Hanwen    | 0           | 3           |  |  | 1            | Il'ja Ivaška       | Il'ja Ivaška       | 6            | 6            |  |
|  |             | Prajnesh Gunneswaran | 3            | 6           | 3           |  |  | 5            | Mackenzie McDonald | Mackenzie McDonald | 4            | 3            |  |
|  | 5           | Mackenzie McDonald   | 6            | 3           | 6           |  |  |              |                    |                    |              |              |  |

### Sezione 2
|  | Primo turno | Primo turno        | Primo turno        | Primo turno | Primo turno |  |  | Ultimo turno | Ultimo turno     | Ultimo turno     | Ultimo turno | Ultimo turno |  |
|  |             |                    |                    |             |             |  |  |              |                  |                  |              |              |  |
|  | 2           | Marco Cecchinato   | Marco Cecchinato   | 6           | 6           |  |  |              |                  |                  |              |              |  |
|  |             | Illja Marčenko     | Illja Marčenko     | 3           | 4           |  |  | 2            | Marco Cecchinato | Marco Cecchinato | 6            | 7            |  |
|  |             | Marc-Andrea Hüsler | Marc-Andrea Hüsler | 65          | 2           |  |  | 8            | Daniel Altmaier  | Daniel Altmaier  | 1            | 65           |  |
|  | 8           | Daniel Altmaier    | Daniel Altmaier    | 7           | 6           |  |  |              |                  |                  |              |              |  |

### Sezione 3
|  | Primo turno | Primo turno         | Primo turno      | Primo turno | Primo turno |  |  | Ultimo turno | Ultimo turno     | Ultimo turno | Ultimo turno | Ultimo turno |  |
|  |             |                     |                  |             |             |  |  |              |                  |              |              |              |  |
|  | 3           | Michail Kukuškin    | Michail Kukuškin | 3           | 1           |  |  |              |                  |              |              |              |  |
|  |             | Alejandro Tabilo    | Alejandro Tabilo | 6           | 6           |  |  |              | Alejandro Tabilo | 6            | 1            | 3            |  |
|  |             | Henri Laaksonen     | 6                | 5           | 6           |  |  |              | Henri Laaksonen  | 2            | 6            | 6            |  |
|  | 7           | Cedrik-Marcel Stebe | 4                | 7           | 0           |  |  |              |                  |              |              |              |  |

### Sezione 4
|  | Primo turno | Primo turno      | Primo turno      | Primo turno | Primo turno |  |  | Ultimo turno | Ultimo turno     | Ultimo turno     | Ultimo turno | Ultimo turno |  |
|  |             |                  |                  |             |             |  |  |              |                  |                  |              |              |  |
|  | 4           | Pablo Cuevas     | 6                | 4           | 6           |  |  |              |                  |                  |              |              |  |
|  | WC          | Jakub Paul       | 3                | 6           | 3           |  |  | 4            | Pablo Cuevas     | Pablo Cuevas     | 6            | 6            |  |
|  |             | Lorenzo Giustino | Lorenzo Giustino | 6           | 6           |  |  |              | Lorenzo Giustino | Lorenzo Giustino | 2            | 4            |  |
|  | 6           | Peter Gojowczyk  | Peter Gojowczyk  | 2           | 3           |  |  |              |                  |                  |              |              |  |